# 延安郡
延安郡（ヨナンぐん）は朝鮮民主主義人民共和国黄海南道に属する郡。延安温泉がある。また、黒鉛鉱山がある。
この項目では、かつて存在した延白郡（ヨンベクぐん）・南延白郡（ナミョンベクぐん）についても述べる。

## 地理
道の東南部に位置し、南に京畿湾を臨む。
東に白川郡、西に青丹郡、北に峰泉郡と隣接する。

## 行政区画
1邑・1労働者区・27里を管轄する。
| - 延安邑（ヨナヌプ） - 塩田労働者区（ヨムジョンノドンジャグ） - 開安里（ケアンニ） - 桃南里（トナムニ） - 東山里（トンサンニ） - 羅津浦里（ラジンポリ） - 龍虎里（リョンホリ） - 鉢山里（パルサンニ） - 鳳徳里（ポンドンニ） - 富興里（プフンニ） - 小雅里（ソアリ） - 素井里（ソジョンニ） - 松湖里（ソンホリ） - 新陽里（シニャンニ） | - 雅峴里（アヒョンニ） - 梧玄里（オヒョンニ） - 臥龍里（ワリョンニ） - 紫陽里（チャヤンニ） - 長谷里（チャンゴンニ） - 鼎村里（チョンチョンニ） - 彰徳里（チャンドンニ） - 天台里（チョンテリ） - 清華里（チョンファリ） - 楓川里（プンチョンニ） - 海南里（ヘナムニ） - 海月里（ヘウォルリ） - 湖南里（ホナムニ） - 湖西里（ホソリ） - 華陽里（ファヤンニ） |

## 歴史
日本統治時代は東隣の白川郡と合わせて延白郡とされていたが、独立後に延安郡と白川郡に分離された。

### 年表
この節の出典
- 高麗 - 塩州と呼ばれた。
- 1413年 - 延安都護府が置かれた。
- 1895年 - 海州府延安郡（二十三府制）。
- 1914年4月1日 - 郡面併合により、黄海道白川郡と合併して延白郡の一部になる。
- 1952年12月 - 郡面里統廃合により、黄海道南延白郡龍道面・湖南面・鳳西面・海城面・松逢面・延安面・海龍面・掛弓面および湖東面・鳳北面の各一部、延白郡掛弓面・牧丹面をもって、延安郡を設置。延安郡に以下の邑・里が成立。(1邑27里)
  - 延安邑・紫陽里・素井里・湖南里・羅津浦里・開安里・長谷里・龍虎里・海月里・小雅里・古浦里・鳳徳里・雅峴里・彰徳里・桃南里・天台里・鉢山里・富興里・楓川里・鼎村里・臥龍里・清華里・湖西里・華陽里・新陽里・海南里・興山里・清井里
- 1954年10月 - 黄海道の分割により、黄海南道延安郡となる。(1邑27里)
- 1956年9月 (1邑30里)
  - 鼎村里の一部が分立し、梧玄里が発足。
  - 湖西里・湖南里の各一部が合併し、松湖里が発足。
  - 清井里の一部が分立し、深坪里が発足。
- 1958年6月 - 海南里の一部が分立し、塩田労働者区が発足。(1邑1労働者区30里)
- 1974年5月 - 興山里・深坪里・清井里が青丹郡に編入。(1邑1労働者区27里)
- 1991年11月 - 古浦里が東山里に改称。(1邑1労働者区27里)

#### 延白郡
- 1914年4月1日 - 郡面併合により、黄海道延安郡・白川郡および海州郡の一部(花陽面の一部)が合併し、延白郡が発足。延白郡に以下の面が成立。(20面)
  - 延安面・湖南面・海城面・松逢面・海龍面・龍道面・掛弓面・牧丹面・鳳西面・鳳北面・銀川面・花城面・金山面・道村面・海月面・温井面・柳谷面・雲山面・石山面・湖東面
- 1935年 - 延安面が延安邑に昇格。(1邑19面)
- 1945年8月15日 - 黄海道延白郡金山面・牧丹面および雲山面・花城面・掛弓面・銀川面・鳳北面の各一部はソ連軍管理下に置かれる。(7面)
- 1946年12月 (5面)
  - 鳳北面が金山面に編入。
  - 銀川面が雲山面に編入。
- 1950年 - 平山郡積岩面、金川郡山外面・西北面を編入。(8面)
- 1952年12月 - 郡面里統廃合により、延白郡廃止。

#### 南延白郡
- 1945年8月15日 - 黄海道延白郡が米軍管理下に置かれる。ただし、牧丹面・金山面および掛弓面・花城面・銀川面・雲山面・鳳北面の各一部はソ連軍管理下に置かれる。(1邑17面)
- 1945年11月4日 - 黄海道延白郡延安邑・鳳西面・湖東面・湖南面・松逢面・海城面・海龍面・龍道面・鳳北面・銀川面・道村面・温井面・海月面・柳谷面・石山面・掛弓面・花城面・雲山面、碧城郡青龍面・秋花面・日新面・来城面・瀛泉面を京畿道延白郡として編成。米軍政の下で行政区画を調整。(1邑19面)
  - 花城面が石山面に編入。
  - 雲山面が銀川面に編入。
  - 瀛泉面が来城面に編入。
- 1950年 - 朝鮮戦争において京畿道延白郡が朝鮮民主主義人民共和国に占領され、黄海道南延白郡に改編。(20面)
  - 延安邑が延安面に降格。
- 1952年12月 - 郡面里統廃合により、南延白郡廃止。

## 交通
- 白川線
  - 天台駅 - 楓川駅 - 梧玄駅 - 延安駅